# Laputa – slottet i himlen
Laputa – slottet i himlen (japanska: 天空の城ラピュタ?, Tenkū no shiro Rapyuta) är en japansk animerad äventyrsfilm från 1986. Regissör var Hayao Miyazaki (även manus), och filmen var den första som animerades på nystartade Studio Ghibli. Laputa – slottet i himlen har lånat inslag från Jonathan Swifts Gullivers resor, där den tredje resan delvis utspelas på den fritt svävande stadsön Laputa.
Filmen innehåller scenerier från gruvdistrikt, i viss mån efterliknande faktiska miljöer i Rhondda-dalen i Wales. Den är även påverkad av tidigare Miyazaki-projekt där blå ädelstenar, pirater och kontroversiella industrimiljöer figurerar. Dessutom har den, som Makoto Shinkais favoritfilm, inspirerat till inslag i dennes filmer. 
Laputa – slottet i himlen finns i Sverige i utgåvor på DVD och Blu-ray. I Japan har inte minst filmens ikoniska robotar blivit kända, och en av dem finns utställd i full skala på taket av Studio Ghiblis museum i västra Tokyo.

## Handling

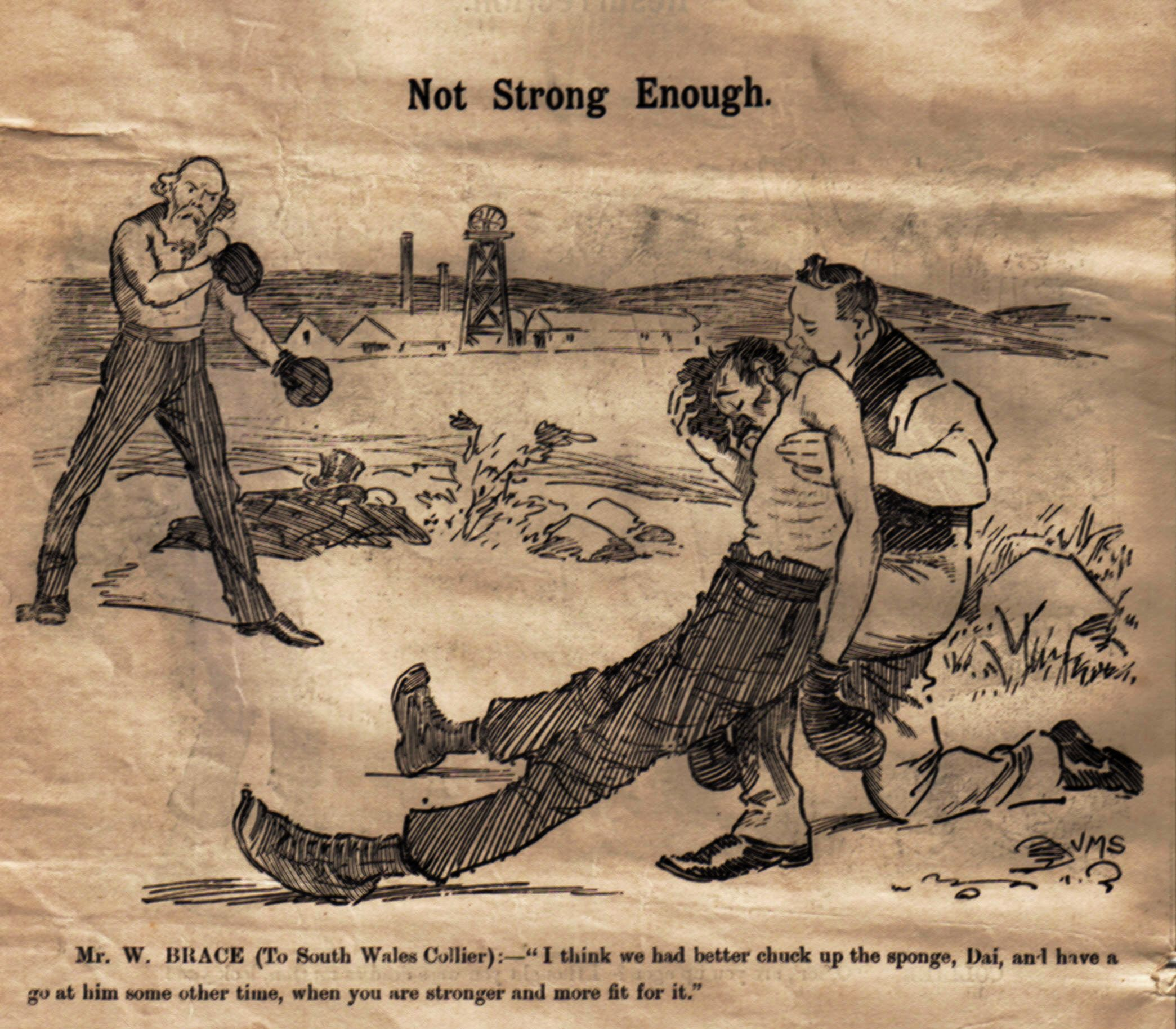
Humorteckning omkring walesisk gruvarbetarstrejk år 1898, publicerad i Cardiff-tidningen Western Mail (illustration: William Brace). Ett knappt sekel senare skulle liknande walesiska gruvortsbataljer komma att figurera i Hayao Miyazakis film.

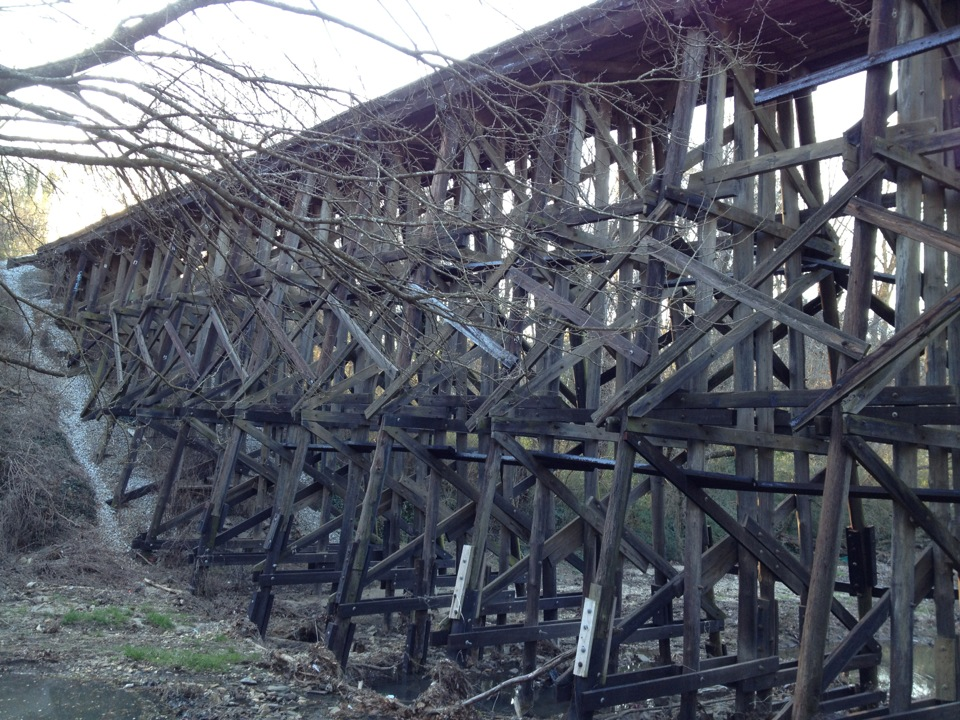
Gammal träbro utanför Atlanta i södra USA. I Laputa – slottet i himlen utspelas en vild jakt på dylika broar, högt över den djupa dalen i gruvdistriktet.

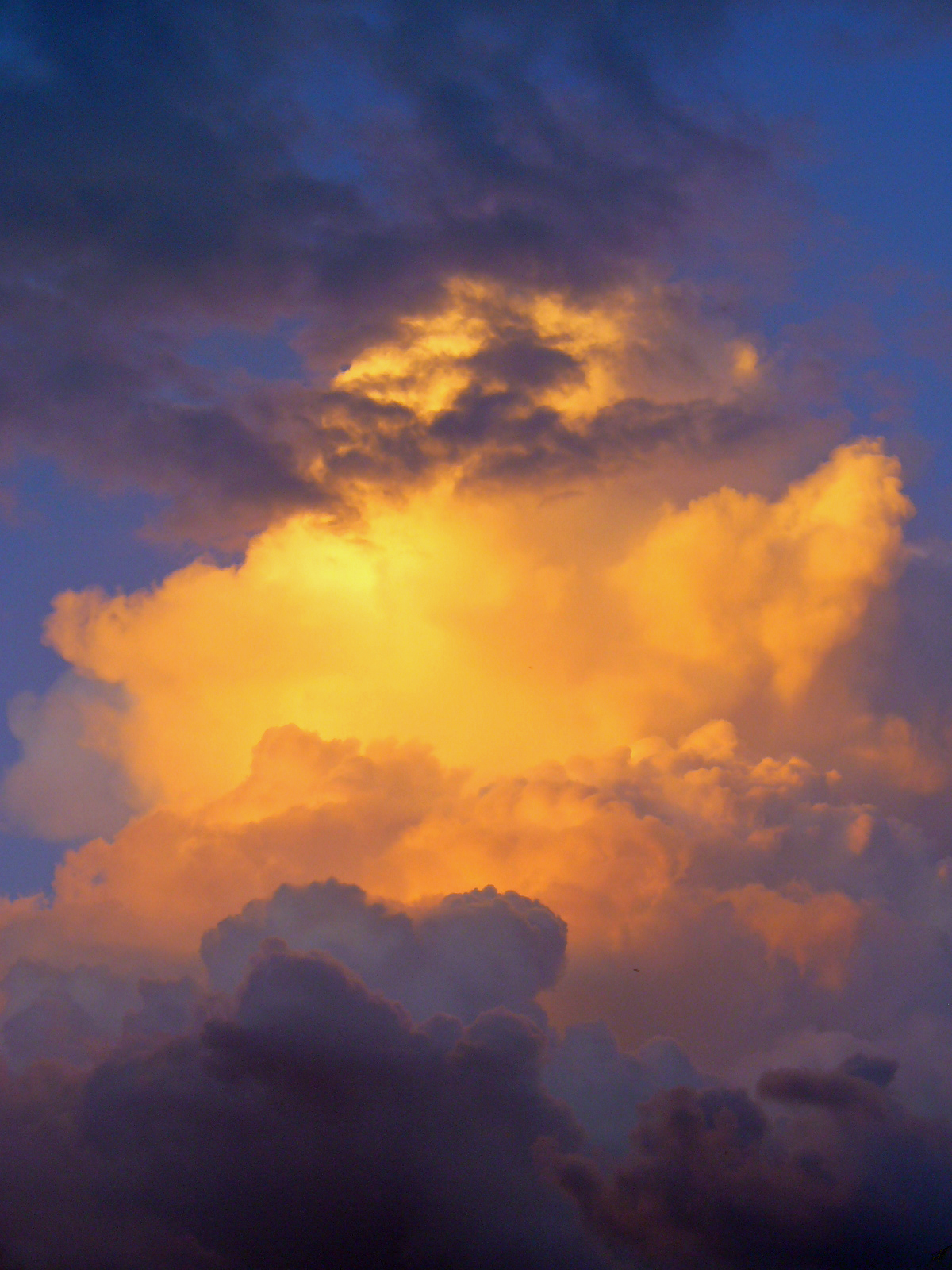
Stort åskmoln över ön Teneriffa. I mitten av ett enormt åskmoln av typen supercell hittas Laputa, den flygande ön, i filmen.

### Inledning
Filmen inleds med en beskrivning av hur mänskliga civilisationer förr i tiden konstruerade flygande städer. Dessa förstördes genom en icke beskriven katastrof; den enda staden som kunnat hålla sig flygande är Laputa, dold bakom en samling enorma åskmoln.

### Flykt och infångande
I början av filmen eskorteras flickan Shiita av överste Muska och hans hantlangare. Deras luftskepp attackeras av luftpirater ledda av en energisk äldre kvinna vid namn Dola. Shiita flyr ut genom ett fönster men tappar taget och faller ner genom luften. Plötsligt börjar det blå halssmycke hon fått av sin mamma att glöda; detta leder till att hennes fall hejdas och att hon svävande långsamt dalar ner mot marken. I gruvbyn nedanför dem upptäcker pojken Pazu det blå ljuset som närmer sig från luften, och han tar emot den dalande flickan. Hemma hos sig berättar han för en överraskad Shiita om den flygande ön Laputa och om sin avlidne far som en gång tagit ett foto av staden.
Dolas pirater anländer till byn och tar upp jakten på barnen. Dessutom är soldater ledda av Muska ute efter dem. Efter en vild jakt på rangliga järnvägsbroar, faller de båda barnen genom luften, ner i en gruva. Shiitas blå sten räddar då de båda från en säker död. Nere i gruvan stöter de på en gammal före detta gruvarbetare ("farbror Pom" efter originalets "Ojī-san") som berättar historien om ett mystiskt ämne vid namn "aetherium". Shiita visar fram sitt "flygsten" (halssmycket), och farbror Pom berättar att det är en sådan kristall som fick Laputa att hålla sig svävande i luften. Han förklarar vidare att kraften hos hennes kristall tillhör jorden och att hon aldrig borde utnyttja den i våldsamma syften.
Efter att barnen lämnat gruvan, avslöjar Shiita för Pazu att hon ärvt ett hemligt namn – Lucita Toelle Ur Laputa (japanskt original: Lushiita Toel Ul Laputa). Därpå infångas barnen av Muska och hans soldater och förs bort till en fästning. Muska och en general för diskussioner kring Laputa och kommer överens om att den kristallbehängda Shiita är en nyckelspelare i deras sökande efter ön. Muska visar för Shiita en väldig laputiansk robot, röjer att han känner till hennes hemliga namn och förklarar att om hon inte samarbetar i letandet efter Laputa kan Pazu råka illa ut. För att skydda honom säger Shiita till Pazu att hon tänker hjälpa militären och ber honom att glömma henne. En häpen Pazu återvänder hem och blir där tillfångatagen av Dolas pirater. Det slutar dock med att de slår sig samman för att försöka befria Shiita.

### Roboten och letandet efter Laputa
Under tiden reciterar den mer eller mindre inspärrade Shiita en trollformel, som hon lärt sig av sin farmor/mormor, vilket får till följd att hennes kristall börja utsända en ljusstråle i riktning mot Laputa. Trollformeln får också liv i roboten, som nu röjer runt i fästningen. Roboten försöker befria Shiita, innan den förstörs av det flygande krigsskeppet Goliat. I villervallan tappar Shiita sitt halssmycke, vilket senare plockas upp av Muska. Dola och Pazu kommer flygande och befriar Shiita från fästningen. Barnen och piraterna beslutar sig för att följa efter Goliath mot Laputa. Samma natt berättar Shiita för Pazu om "Förintelseformeln", en mäktig formel som sagts till henne att man aldrig ska använda.
| ”                | Leete Latobarita Uruth Ariaroth Bal Netoreel. (Hjälp mig att återuppliva ljuset igen.) | „ |
| – Shiitas mormor |                                                                                        |   |

Barnen och piraterna ger sig av i piraternas flygande skepp och under natten håller barnen vakt från ett fastbundet segelflygplan ovan molnen. Plötsligt dyker ett enormt åskväder upp framför dem (av både Dola och Pazu kallad "draknäste") och Pazu får Laputas legendariska gömställe i tankarna. Medan piraterna försöker finna en väg genom molnen attackerar Goliat och segelflygplanet sprängs loss från sina förtöjningar. En omtumlande luftfärd senare dalar segelflygplanet sakta ner mot en gräsmatta på den flygande ön Laputa, där ett gigantiskt träd bildar centrum. Där finns inga människor, men fåglar och en robot hälsar dem välkomna. Vid en grav finns en "laputansk" inskription, författad i kilskrift.

### På Laputa och därifrån
Goliat har också lyckats nå fram till Laputa och så fort soldaterna får se de glömda skatterna i staden börjas det plundras. Vid det laget har molnen skingrats, vilket Pazu förklarar med att "Kungadömet har öppnat sig och välkomnat den som hade kristallen". Dolas pirater tillfångatas medan Muska både lyckas med att fånga Shiita och finner en gömd ingång till staden. Pazu befriar piraterna och tar sig också in. Muska förklarar för Shiita att han också är en kronarvinge till Laputas tron och finner ett sätt att kontrollera Laputas teknologi och ser till att aktivera hundratals robotar. Armén och Goliat förstörs medan Dola och piraterna gömmer sig inuti resterna av sitt eget luftskepp. Shiita stjäl tillbaka kristallen från Muska och försöker finna en flyktväg ut ur Laputas inre. I sitt letande får hon kontakt med Pazu och ger honom kristallen.
Till slut hinner Muska ifatt på barnen, som ställda inför Muskas beväpnade ultimatum om att fixa fram kristallen, samstämmigt uttalar förintelseformeln. Denna leder till att halssmycket upplöser de krafter som håller stadens kristallkärna samman. Muska faller mot sin död medan Shiita och Pazu räddas av det stora trädets rötter. De återfinner sitt segelflygplan bland trädrötterna och använder det för att ta sig ifrån Laputa. De återförenar sig med Dola och hennes pirater, som åtminstone fått några av stadens skatter med sig. Kristallen som håller Laputa uppe fastnar bland trädets rötter och slutresultatet blir att trädet med några få rester av staden återigen börjar stiga, för att stabiliseras i en ny bana högt ovan jorden.

## Rollista

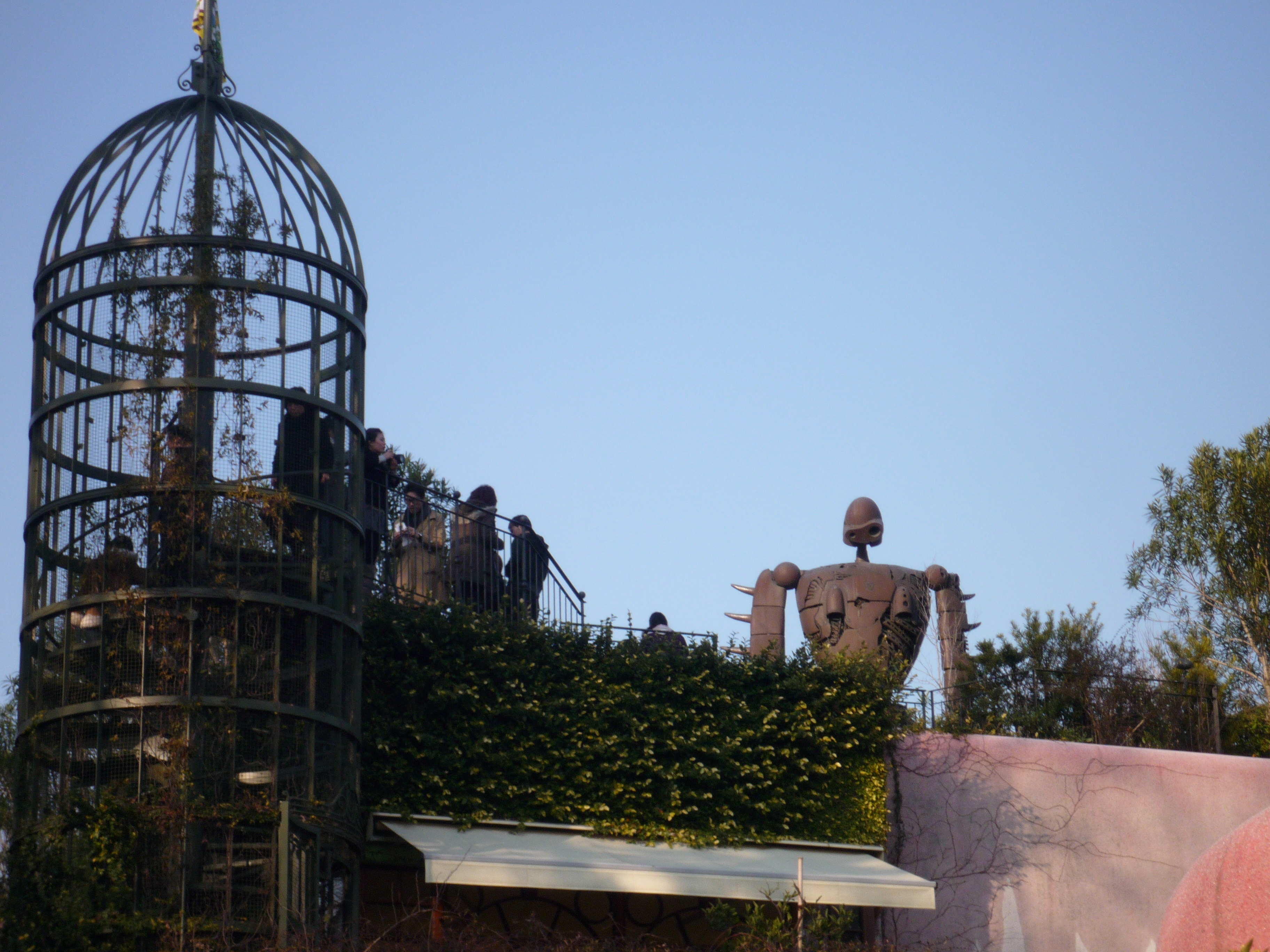
På Ghibli-museets tak står en modell i skala 1:1 av en Laputa-robot.

## Rollista[11][12]

### Huvudroller
- Prinsessan Shiita (japanska: 横沢 啓子 Yokozawa Keiko; svenska: Ester Sjögren)

Shiita (namn i den svenska textningen; på baksidestexten på den svenska DVD-boxen Sheeta) bär det fullständiga namnet Lucita Toelle Ur Laputa. Toelle är laputanska för "sann" och Ur betyder "kung". Hon är arvtagare till "riket" Laputa och har vuxit upp i det nordliga området Gondoa (ett bergigt land med "jakar" – svensk översättning – där hon ärvt en gård efter sina nu avlidna föräldrar). Hon visar sig också ha nyckeln som kan lösa upp mysteriet kring Laputa.
- Pazu (田中 真弓 Tanaka Mayumi; Oliver Åberg)

Pazu (パズー, Pazū i originalet) är en föräldralös pojke i gruvort. Han har ett duvslag och är en rådig och oförskräckt ung man.
- Överste Muska (寺田 農 Terada Minori; Jakob Stadell)

Har det fullständiga namnet Romuska Palo Ul Laputa och är också arvtagare till Laputa. Han agerar till att börja med som agent och militärens handgångne i jakten på Laputa, men han har dolda syften som han inte avslöjar förrän vid lämpligt tillfälle.

### Luftpirater
- Kapten Dola (初井 言榮 Hatsui Kotoe, Annica Smedius)

Kvinnlig kapten och (luft)pirat. Hon för befäl över ett luftskepp med namnet "Tigermyggan", som kompletteras av små myggliknande flygfarkoster (framdrivna av mekaniska myggvingar). Bland hennes pirater återfinns hennes söner Charles (Shalulu), Louis (Lui) och Henri (Anli).
- Charles (Shalulu) (神山 卓三 Kamiyama Takuzō)
- Louis (Lui) (安原 義人 Yasuhara Yoshito; Johan Hedenberg)
- Henri (Anli) (亀山 助清 Kamiyama Sukekiyo)

### Övriga
- "Gruvchefen" (糸 博 Ito Hiroshi; Claes Ljungmark)

Ansvarig för gruvorna där Pazu hjälper till. Han agerar som en fadersgestalt gentemot Pazu.
- "Okami"[d] (鷲尾 真知子 Washio Machiko; Louise Raeder)

Hustru till "gruvchefen". Hon fungerar som modersgestalt gentemot Pazu.
- Maggi (TARAKO Tarako; Anna Gyllenberg)

Dotter till "gruvchefen" och Okami. Hon behandlar Pazu som om han vore hennes storebror.
- Lokföraren (槐 柳二 Saikachi Ryūji; Per Sandborgh)

Hanterar tågen i gruvorten. Han hjälper barnen när de jagas av pirater och militärer.
- Farbror Pom (常田 富士男 Tokita Fujio; Johan Hedenberg)

En äldre man som bor i gruvorten. Han älskar de blå magiska kristallerna som om de vore hans vänner.
- Gumman (Nina Nelson)
- "Farfar" (Sture Ström)
- General Mouro (永井 一郎 Nagai Ichirō; Björn Gedda)

Ledare för militären som är på jakt efter Laputa och dess krafter. Benämns (ibland) "Ers excellens". Han ogillar Muska men anar inte dennes dubbelspel förrän det är för sent.

## Produktion och mottagande

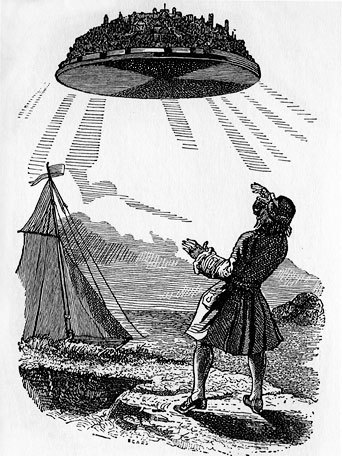
Den svävande ön Laputa ur Gullivers resor, illustrerad av J. J. Grandville (1856).

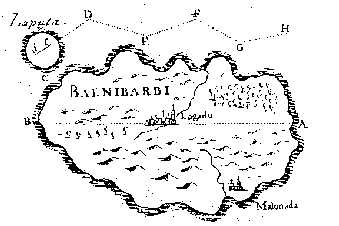
Karta över öarna Laputa och Balnibarbi, ur 1726 års engelska utgåva av Gullivers resor.

Idén till filmen var en kombination av Miyazakis barndomsupplevelse med Sabaku no Mao, Swifts flytande ö Laputa och Miyazakis länge skrinlagda TV-seriekoncept från 1970-talet. Allt det började likna en historia utspelande sig i en industriell miljö i det sena 1800-talets Storbritannien – eller närmare bestämt en SF-historia skriven under den eran. Det fick filmens producent Isao Takahata att föreslå att filmteamet skulle bege sig till miljöer som bevarade den andan och de hamnade i Rhondda-dalen i södra Wales, vilket kom att prägla miljöbeskrivningen i filmen.
I december 1984 påbörjades, enligt önskemål från producenten Tokuma, arbetet med den 96 (alternativt 90) minuters långfilm med arbetstiteln Pazu och mysteriet med den flygande stenen. Produktionen kom igång på allvar 15 juni 1985 (officiell produktionsstart), samtidigt som animationsstudion Ghibli bildades (med Tokuma som huvudsaklig producent/samarbetspartner). I motsats till Nausicaä från Vindarnas dal (med dess syftning mot en relativt kultiverad publik) skulle denna nya Miyazaki-film mer rikta sig mot en ungdomspublik.
Projektet ändrade namn under resans gång. Först bytte filmen namn till Fången på slottet i himlen. Miyazaki koncentrerade sig på att göra något som kunde locka en så stor publik som möjlighet till biograferna, samtidigt som han närde en idé om att göra en verkligt universell film som kunde nå alla på en gång. En andra gång bytte filmen namn, nu till Det flygande imperiet (efter att Den flygande skattkammarön också varit föreslagen), och Miyazakis arbete med filmen gjorde att Tokumas tidning Animage i mars 1985 tid fick lov att tillfälligt ställa in publiceringen av sin då pågående Nausicaä-manga (publicerad med ojämn periodicitet mellan 1982 och 1994). Tokuma hade dessutom Yoshikazu Yasuhikos långfilm Arion på gång till våren 1986, så Miyazakis produktion sköts fram till en premiär senare under sommaren det året.
Nu hade Miyazaki plötsligt ett helt år på sig att producera sin film, en tid han kom att utnyttja väl. Ytterligare en gång ändrade filmen titel, nu till Laputa – staden i himlen, en film på 124 minuter. En annan stor förändring var att den militäre ledaren och den general som ursprungligen tänkts leda den flygande fästningen nu smälte samman till en person – Muska.
Medan Studio Ghiblis film tog form, anade Miyazaki fortfarande inte hur långlivad studion skulle komma att bli. Många var de TV-animeproducenter som känt sig hågade att kasta sig in i den mer krävande långfilmsbranschen, men sällan hade man de nödvändiga resurserna till hands. För Hayao Miyazaki var mantrat "en studio – tre filmer", med övertygelsen om att man kunde göra tre stora långfilmsproduktioner innan slitningarna mellan alla inblandade blev så stora att man var tvungen att lägga ner det hela. Toshio Suzuki (då redaktör på Animage) uppmuntrade dock Miyazaki och Takahata att jobba på för att klara sig förbi Miyazakis något dystra spådom.
Vid den japanska biopremiären 2 augusti 1986 gick den upp på 103 biodukar. Filmen gick sex veckor på bio och sålde under den tiden 774 271 biljetter. Filmen nådde inte riktigt upp till "föregångaren" Nausicaä från Vindarnas dals biljettsiffror men gav ändå Miyazaki blodad tand och blev mycket snabbt en kultfilm inom anime.

### Utmärkelser
- Noburō Ōfuji-priset – Mainichi Film-priserna 1987
- 1:a pris – Pia Ten
- 1:a pris bland japanska filmer – City Road
- 1:a pris bland japanska filmer – Eiga Geijutsu (Movie Art)
- 1:a pris bland japanska filmer (10-i-topp) – Osakas filmfestival
- Bästa Anime – 9:e Anime Grand Prix
- Specialurval – Centralkommittén för Omsorg om Barn
- Specialpris (till Miyazaki & Takahata) – Revival of Japanese Movies

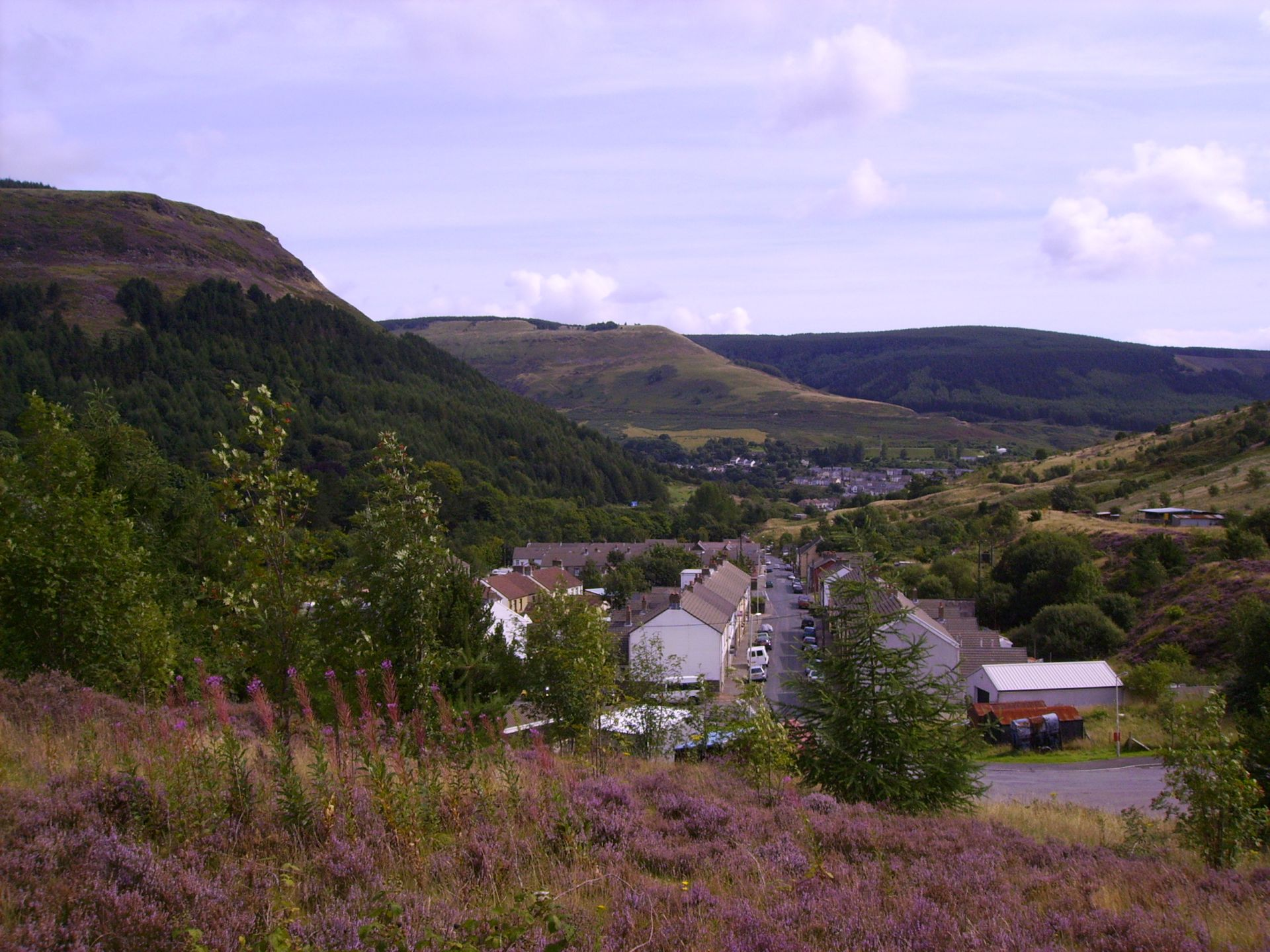
Rhondda-dalen i södra Wales (oktober 2002), en miljö som fortfarande bär spår av den långvariga gruvdriften. Dalen besöktes av filmteamet som producerade Laputa-filmen och inspirerade till delar av filmens miljöer.

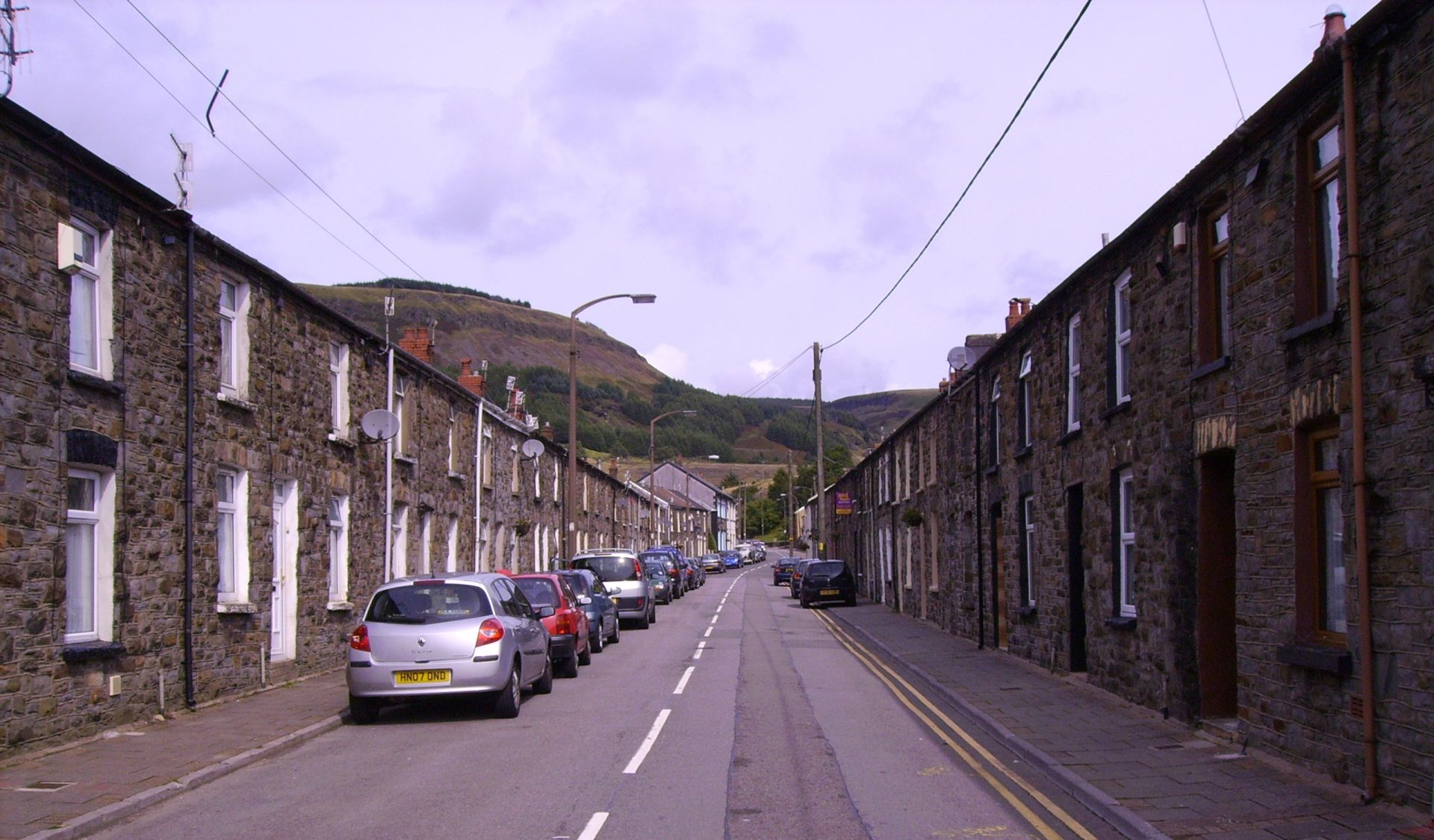
Arbetarbostäder i walesiska Rhondda tjänade som inspirationskälla till miljöer i Laputa-filmen.

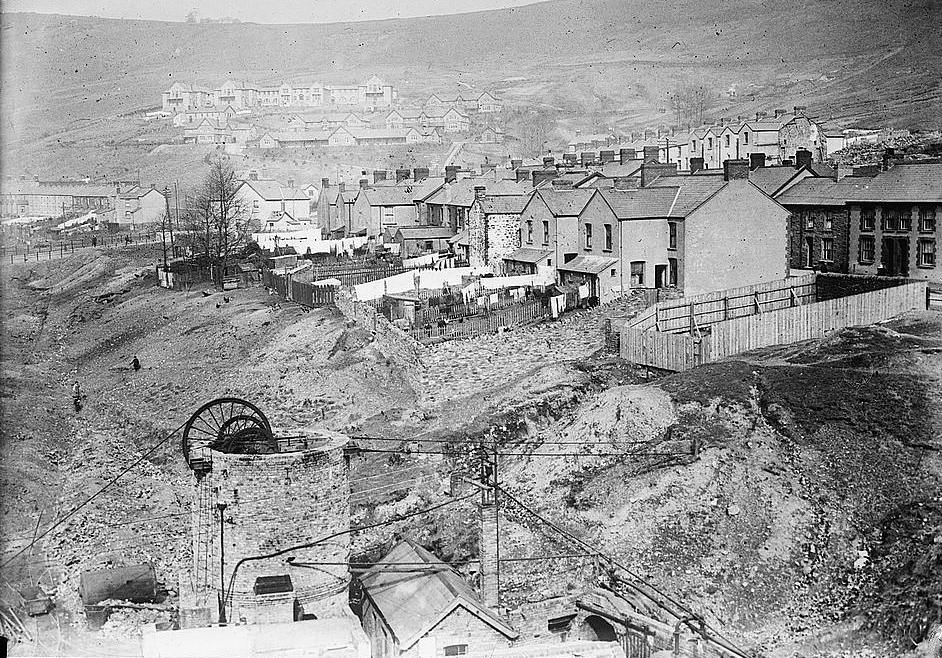
Gruvorten Llwynyia i Rhondda-dalen i Wales, tidigt 1910-tal. Filmens Pazu bor på ett ställe snarlikt det längst ner på bilden.

Källa: 

## Influenser och influerade

### Miyazakis influenser
Som barn läste Miyazaki SF-mangan Sabaku no Mao (Öknens Djävul) av Tetsuji Fukushima. I den fanns ett avsnitt där det figurerade en ädelsten som gjorde att man kunde flyga. Den unge Hayao Miyazaki blev så fängslad av historien att han senare beslöt göra en film kring fenomenet.
Namnet Laputa kommer från Jonathan Swifts roman Gullivers resor. Gullivers tredje resa utspelas till stora delar på den svävande ön Laputa, som även den kan kontrolleras av dess invånare. Miyazakis film har även teman som liknar dem i Swifts berättelse, där den svävande öns teknologiska överlägsenhet utnyttjas i politiska syften.
Överste Muska är övertygad om att Laputa ligger bakom bibliska händelser och att den figurerar i heliga hinduistiska legender; sålunda knyter han samman Laputas värld med vår (västerländska) civilisation. Både Miyazakis ö och fästningen på marken påminner om slottsarkitektur av medeltida snitt, medan piratskeppet har inredning i viktoriansk stil. Animen antyder också referenser till det indiska eposet Ramayana, inklusive Indras pil, medan Shiita möjligen kan antyda släktskap med Sita, den kvinnliga huvudpersonen i det indiska eposet.
Delar av arkitekturen i filmen inspirerades av en walesisk gruvort. Miyazaki besökte Wales första gången 1984 och blev vittne till den då pågående storstrejken i gruvdistrikten. Han återvände till Wales 1986 i samband med arbetet på Laputa, och han sade att filmen återspeglade hans walesiska erfarenheter:
| ”                       | Jag var i Wales precis efter gruvarbetarnas strejk. Jag beundrade sättet som gruvarbetarfacket slogs till det bittra slutet, för sina arbetens och samhällens skull, och jag ville att filmen skulle återspegla styrkan hos de där samhällena. | „ |
| – Hayao Miyazaki, 1999, | |   |

Miyazaki berättade senare för den brittiska dagstidningen The Guardian:
| ”                       | Jag beundrade de där männen, och sättet de slogs på för att rädda sitt levnadssätt, precis som gruvarbetarna i Japan gjorde. Många ur min generation ser på gruvarbetarna som en symbol för en utdöende ras av stridbara människor. Och nu är de borta. | „ |
| – Hayao Miyazaki, 2005, | |   |

I samma anda arbetade Miyazaki själv, åtta år tidigare, med sin TV-serie Mirai shōnen Conan Där finns också en rådig pojke (Conan) samt en flicka med ovanliga förmågor (Lana som kan tala med fåglar) och som eftersöks av hänsynslösa militarister för sina kopplingar till undergörande krafter.

### Influerade av Miyazakis koncept
TV-serien Fushigi no umi no Nadia (Nadia: The Secret of Blue Water) från 1990-91 började sitt liv, i mitten av 1970-talet, som ett koncept till en TV-serie. Vid den tiden var Hayao Miyazaki anställd som TV-serieutvecklare hos filmproducenten Tōhō. Ett av de här projekten var (Jorden runt på 80 dagar under havet), inspirerad av två olika verk av Jules Verne. I serien skulle två oförvägna föräldralösa resa jorden runt, jagade av elaka typer och i lag med kapten Nemo och hans ubåt Nautilus. Serien skrinlades, men Tōhō behöll rättigheterna till konceptet.
Miyazaki skulle senare använda olika element från TV-seriekonceptet i sina egna produktioner Mirai shōnen Conan och Laputa – slottet i himlen, medan Tōhō ett antal år senare till slut bestämde sig för att låta producera en TV-serie efter Miyazakis idé. Denne var då själv fullt upptagen av sina egna filmproduktioner och tackade nej till uppdraget, så bollen gick till den talangfulla nya studion Gainax som visat framfötterna på den kritikerrosade Ōritsu uchūgun: Oneamisu no tsubasa (Royal Space Force: The Wings of Honnêamise). Till slut sattes studions Hideaki Anno i registolen för Fushigi no umi no Nadia. I den serien, som allt som allt kom att omfatta 39 avsnitt, är Nadia (en flicka med okänt ursprung och en magisk blå sten runt halsen), Jean (en uppfinningsrik ung man) och den ondsinta makten Gargoyle (som även den utmålas ha spelat stor roll i historiska skeenden) några element som pekar tillbaka på det gemensamma ursprunget med Miyazakis film.
Hayao Miyazaki skulle några år senare, i sin Porco Rosso, återanvända några inslag från Laputa-filmen. Ett av de tydligare är det humoristiskt tecknade "rövarbandet" Mamma Aiuto, som här spelar en roll motsvarande den hos luftpiraterna ledda av kapten Dola några år tidigare.
Makoto Shinkais favoritfilm är Laputa – slottet i himlen. Hans Hoshi wo ou kodomo innehåller flera direkta paralleller till Miyazakis film. I båda filmerna är kristaller med magiska krafter centrala motiv. Skolläraren Morisaki drivs att söka upp den underjordiska världen Agartha med samma iver som Muska jagar efter Laputa. Båda rollfigurerna visar stor hänsynslöshet i sin jakt och lämnar medarbetare i sticket. Både Laputa (hos Miyazaki) och Agartha (hos Shinkai) utmålas som parallella världar som spelat stor roll i viktiga skeden i mänsklighetens historia. Både Laputa och Agartha ses som alternativa världar hotade av makthungriga människor.

## Internationell distribution

### Engelskspråkiga utgåvor
Filmen producerades i en engelsk dubb under 1988/1989, med filmtiteln Laputa: The Flying Island. Denna version visades på internationella flygningar till Japan och vid enstaka tillfällen i USA. Denna tidiga dubb (som fått blandat mottagande) finns endast tillgänglig på den japanska DVD-utgåvan.
Disney, med globala distributionsrättigheter av Studio Ghiblis filmer sedan 1996, producerade 1998 en ny engelsk dubb. Den var ursprungligen planerad för videodistribution, och därefter för bio, men släpptes först april 2003 i USA, då på VHS och DVD. DVD-utgåvan av filmen släpptes samtidigt som USA-utgåvan på DVD av Spirited Away.

### Sverige
Den första premiär sändes på tv Juli 2000 och senast filmen släpptes direkt på svensk DVD 23 september 2009, med svensk dubb plus japansk originaldubb och svensk text. 7 mars 2012 gavs filmen även ut i svensk Blu-ray-utgåva.

#### Produktionsfakta (DVD/BD)
- Dubbningsbolag: Eurotroll AB
- Översättning: Thomas Löwhagen
- Regi/tekniker: Hasse Jonsson
- Producent: Lasse Svensson

Källa: 

### Titeln
Engelskspråkiga versioner av Laputa har distribuerats under tre olika titlar av tre olika distributörer. Det beror till stor del på (den oplanerade) namnlikheten med den spanska frasen "la puta" (horan) som kan vara stötande för många med kunskaper i spanska. På japanska har Laputa/Rapyuta ingen bibetydelse alls.
2003 förkortades filmens titel från motsvarande det engelska Laputa: Castle in the Sky till motsvarande Castle in the Sky i flera olika länder, inklusive USA (där spanska är det näst största språket), Mexiko och Spanien. I Spanien ändrades namnet på den svävande ön till Lapuntu. Storbritannien och Frankrike, där Disney också stod som distributör, ändrade också titeln på motsvarande sätt.
Senare återkom den fulla titeln i Storbritannien när Optimum Asia (som införskaffat distributionsrättigheterna på den brittiska marknaden) i februari 2006 gav ut filmen på DVD.

## Musik och datorspel

### Filmmusik
All musik till filmen skrevs av Joe Hisaishi. Han hade startat sin filmmusikkarriär med Miyazakis föregående Nausicaä-film och gjorde här ett av sina mest minnesvärda soundtrack. Musiken hade drag från erkända namn som Bernard Herrmann och bretonska gruppen Kornog. Här fanns både en känsla av science fiction och walesiska gruvarbetarklanger, med en – enligt franska Buta-connection.com – perfekt balans mellan dramatiska ögonblick och mer kontemplativa partier.
Tenkuu no Shiro Rapyuta Saundotorakku (soundtrack)
1. "Sora kara futtekita shōjo" (Flickan som föll från skyn) – 2:27
2. "Suraggu keikoku no asa" (Morgon i slaggravinen) – 3:04
3. "Yukai na kenka (~ Tsuiseki)" (Ett kul råkurr! [~ Jakt]) – 4:27
4. "Gondoa no omoide" (Minnen från Gondoa) – 2:46
5. "Shitsui no Pazu" (Modfällde Pazu) – 1:46
6. "Robotto hei (Fukkatsu ~ Kyūshutsu)" (Robotsoldaten [Uppväckandet ~ Räddningen]) – 2:34
7. "Gasshō: Kimi wo nosete" (Bärandes dig – körversion) – 2:02 (Kör: Suginamis Barnkör)
8. "Shīta no ketsui" (Shiitas beslut) – 2:05
9. "Taigāmosu-gō nite" (På Tigermyggan) – 2:32
10. "Hametsu he no yochō" (Ett omen om förstörelse) – 2:18
11. "Gekkō no unkai" (Molnhav i månsken) – 2:33
12. "Tenkū no shiro Rapyuta" (Laputa – slottet i himlen) – 4:36
13. "Rapyuta no hōkai" (Laputas kollaps) – 2:00 (Kör: Suginamis Barnkör)
14. "Kimi wo nosete" (Bärandes dig) – 4:07 (Sång: Azumi Inōe)

Källa: 
Förutom själva soundtracket (som så småningom även gjordes i franska och amerikanska utgåvor), tillverkades ett imagealbum med musik inspirerad av den kommande filmen. Sådana imagealbum kom att bli standard för alla de kommande Studio Ghibli-produktionerna, och användes bland annat som stämningsskapande musik under själva animeringen av filmerna. Dessutom producerades ett symfoniskt album, med ett urval av musiken från filmen i längre orkesterversioner, ett "high-tech-series-album" med mer elektronisk klang samt en dramaversion (radiodrama) baserad på filmens dialoger. Två singlar släpptes också.

### Datorspel
Den japanska datorspelsutvecklaren HOT-B började utveckla ett datorspel baserat på Laputa. Den färdiga produkten blev dock annorlunda än filmen, ett shoot 'em up släppt till Sega Mega Drive. Spelet lanserades i väst 1992 på Acclaim Entertainment-etiketten Flying Edge, under titlarna Empire of Steel (Europa) och Steel Empire (USA).